# Sœurs du Saint Sacrement pour les Indiens et les Noirs
Les Sœurs du Saint-Sacrement pour les Indiens et les Noirs (en latin : Institutum sororum à Sanctissimo Sacramento pro Indianis Gentibusque Coloratis) sont une congrégation religieuse féminine enseignante de droit pontifical.

## Historique
Sur les conseils de James O'Connor, vicaire apostolique du Nebraska et du pape Léon XIII, Catherine Drexel décide de créer un nouvel institut entièrement destiné à l'apostolat dans les communautés amérindiennes et afro-américaines.
L'institut est fondé officiellement le 12 février 1891 à Philadelphie avec l'approbation de John Patrick Ryan, archevêque de Philadelphie, il reçoit le décret de louange le 16 février 1897, agrégé aux frères mineurs conventuels le 15 août 1912 et ses constitutions sont définitivement approuvées par le Saint-Siège le 25 mai 1913.

## Activités et diffusion
Les sœurs du Saint-Sacrement se consacrent à l'enseignement, en priorité des communautés amérindiennes et afro-américaines comme avec l'Université Xavier de Louisiane.
Elles sont présentes aux États-Unis et à Haïti. 
La maison généralice est à Bensalem en Pennsylvanie.
En 2017, la congrégation comptait 104 sœurs dans 28 maisons